# Бобољусци
Бобољусци (Бобољушци) су насељено мјесто у општини Бихаћ, Федерација БиХ, БиХ.

## Историја
У саставу Бобољуске православне парохије били су 1894. године поред истоименог места и Велики и Мали Цветнић, Очигрије и околина манастира Рмањ. У парохији је избројано 217 кућа са 1479 православних душа. Досело се осам кућа српских 1879. године из Лике. Само село Бољобусци има 102 куће са 635 житеља, међу којима је и парох.
До 1995. године насеље је било у саставу општине Дрвар.

## Становништво
| Националност       | 1991. | 1981. | 1971. | 1961. |
| Срби               | 221   | 384   | 510   | 677   |
| Југословени        | 1     | 10    |       |       |
| Муслимани          |       |       |       | 1     |
| остали и непознато |       |       | 3     | 2     |
| Укупно             | 222   | 394   | 513   | 680   |

| Демографија (Бобољушци) | Демографија (Бобољушци) | Демографија (Бобољушци) |
| Година                  | Становника              | Становника              |
| ----------------------- | ----------------------- | ----------------------- |
| 1961.                   | 680                     |                         |
| 1971.                   | 513                     |                         |
| 1981.                   | 394                     |                         |
| 1991.                   | 222                     |                         |